# Hans Martin Sutermeister
Hans Martin Sutermeister (Schlossrued, 29 de setembro de 1907 - Basileia, 4 de maio de 1977) foi um médico escritor e cientista amador.

## Biografia
Hans Martin Sutermeister era filho de Frederico Sutermeister e irmão do compositor Heinrich Sutermeister. Doutorou-se em medicina sob orientação de seu tio Hans Hunziker na Universidade de Basileia em 1941. Sob o pseudônimo de Hans Möhrlen publicou o Bildungsroman autobiográfico Entre dois mundos em 1942 (proibido na Alemanha Nazi) e uma valsa (com arranjo para violino e piano e para piano só) em 1949. Dialogou nos anos 1940 com socialistas como Emil J. Walter e Jakob Bührer, teve afinidade com a Associação Suíça de Livre Pensadores e foi fortemente criticado por católicos como Mario von Galli (na revista Orientierung) e Gebhard Frei.
A fim de receber a habilitação em história da medicina e em psicologia médica (psicossomática), Sutermeister depositou, no começo dos anos 1950, subsequentemente, três publicações na Faculdade de Medicina da Universidade de Berna: Sobre as mudanças na percepção das enfermedades (1947); Psicosomática do riso e do choro (1952); e Schiller como médico: uma contribuição para a história da pesquisa psicossomática (1955). Mas a sua habilitação foi reprovada pelo professor responsável, Erich Hintzsche.
De 1968 até 1971 foi eleito membro do poder executivo do município de Berna, representando a Aliança dos Independentes neste grêmio. Neste cargo foi nomeado responsável das escolas daquela cidade. Como tal promoveu o ensino unificado e fez uma campanha contra a importação do polêmico Pequeno Livro Vermelho dos Estudantes na Suíça.
Nos anos 1960 foi membro do grêmio do ombudsman da sociedade Migros (Büro gegen Amts- und Verbandswillkür), e neste contexto lutou ara os direitos de vitimas de erros judiciais, particularmente Pierre Jaccoud (seu envolvimento neste caso teve consequências ambíguas). Publicou seus resultados em 1976 na sua obra Summa iniuria: Ein Pitaval der Justizirrtümer, um dos mais volumosos trabalhos sobre erros judiciais na língua alemã.

## Publicações (seleção)
- Zwischen zwei Welten. Novelle (em alemão). Berna: Mettler & Salz. 1942. 76 páginas. ISBN 978-3226000306[1]
- «Über die Wandlungen in der Auffassung des Krankheitsgeschehens». Zurique: Orell Füssli. Gesundheit und Wohlfahrt (em alemão) (12): 417–460. 1947. OCLC 176764933
- «Psychosomatik des Lachens und Weinens». Zurique: Orell Füssli. Gesundheit und Wohlfahrt (em alemão) (6): 337–371. 1952. PMID 12989438
- «Schiller als Arzt: ein Beitrag zur Geschichte der psychosomatischen Forschung». Berna: Paul Haupt. Berner Beiträge zur Geschichte der Medizin und der Naturwissenschaften (em alemão) (13). 1955. ISSN 1010-1950
- Möglichkeiten einer inneren und äusseren Schulreform im Sinne der Gesamtschule in der Stadt Bern. Prolegomena zu einer Projektstudie „Integrierte Gesamtschule Brünnen“ entsprechend der Motion Theiler (em alemão). Berna: Direção das Escolas de Berna. 1971. 225 páginas
- Summa Iniuria. Ein Pitaval der Justizirrtümer (em alemão). Basileia: Elfenau. 1976. 810 páginas. ISBN 978-3226000962
- Grundbegriffe der Psychologie von heute (em alemão). Basileia: Elfenau. 1976. 523 páginas